# مايكل غاردينر
مايكل غاردينر (بالإنجليزية: Michael Gardiner)‏ هو لاعب كرة قدم أسترالية أسترالي، ولد في 5 يوليو 1979 في ألباني في أستراليا.

## وصلات خارجية
- ميخائيل غاردينر على موقع AustralianFootball.com (الإنجليزية)
- ميخائيل غاردينر على موقع AFLtables.com (الإنجليزية)